# Gneo Marcio Coriolano
Gneo Marcio Coriolano (in latino Gnaeus Marcius Coriolanus) (527 a.C.?) è stato un politico e generale romano, generalmente conosciuto come Coriolano, membro dell'antica Gens Marcia, al tempo delle guerre contro i Volsci.

## Biografia
Secondo Tito Livio e Plutarco a Gneo Marcio fu attribuito il cognome a seguito della vittoria di Roma contro i Volsci di Corioli, ottenuta anche grazie al suo valore; secondo altri storici il cognome indica che la sua famiglia fosse originaria della città stessa. Ciò che appare certo è che egli fosse di estrazione patrizia.
Il giovane Gneo Marcio, non ancora Coriolano, partecipò come semplice soldato alla decisiva battaglia del lago Regillo, distinguendosi per il proprio valore, tanto da meritare la corona civica per aver salvato da solo in battaglia un altro cittadino romano.
(Eutropio, Breviarium ab Urbe condita, I,15)

### L'eroe della presa di Corioli
Nel 493 a.C., Consoli Postumio Cominio Aurunco e Spurio Cassio Vecellino, a Roma, per quella che sarebbe stata ricordata come la prima secessio plebis, la plebe si era ritirata sul Monte Sacro.
La situazione era poi resa oltremodo complicata dalla necessità di definire un nuovo trattato (Foedus) con i Latini, compito che fu affidato al Console Spurio Cassio, trattato che da lui prese di nome (Foedus Cassianum), e dai preparativi bellici intrapresi dai Volsci, contro cui si decise di intraprendere l'ennesima azione militare, affidandola al Console Postumio Cominio.
Postumio Cominio iniziò la campagna militare guidando l'Esercito Romano contro i Volsci di Antium, città che venne espugnata. Successivamente l'Esercito Romano marciò contro le città volsce di Longula, Polusca e Corioli, tutte e tre conquistate dai Romani, quest'ultima con l'apporto decisivo di Gneo Marcio, tanto che Tito Livio annota:
(Tito Livio, Ab Urbe condita libri, lib. II, par. 33)

### Dai contrasti tra patrizi e plebei all'esilio
Intanto a Roma la prima secessio plebis e la conseguente mancata coltura dei campi aveva provocato un rincaro del grano e la necessità della sua importazione. Sotto il consolato di Marco Minucio Augurino e Aulo Sempronio Atratino, nel 491 a.C., Coriolano si oppose fortemente alla riduzione del prezzo del grano alla plebe, che lo prese in forte odio.
In effetti la contesa non riguardava tanto il prezzo del grano, ma il conflitto tra plebei e patrizi, con questi ultimi che ancora non si erano rassegnati all'istituzione dei tribuni della plebe, e cercavano in tutti i modi di contrastarne l'azione. In un contesto di feroci attacchi politici, Coriolano rappresentava l'ala più oltranzista dei patrizi, che propugnava il ritorno alla situazione antecedente alla concessione del tribunato ai plebei, e per questo motivo era attaccato violentemente da questi. Durante una di queste infuocate assemblee mancò poco che Coriolano fosse mandato a morte, gettato dalla rupe Tarpea.
(Plutarco, Vite parallele, 6. Gneo Marcio Coriolano e Alcibiade, XVIII, 4)
Alla fine fu citato in giudizio dai tribuni della plebe, e a questo punto le versioni di Livio e Plutarco divergono. Secondo Livio, Gneo Marcio rifiutò di andare in giudizio, scegliendo l'esilio volontario presso i Volsci, e per questo motivo fu condannato in contumacia all'esilio a vita. Invece per Plutarco Gneo Marcio fu sottoposto al giudizio del popolo con l'accusa di essersi opposto al ribasso dei prezzi del grano, e per aver distribuito il tesoro di Anzio tra i commilitoni, invece di consegnarlo all'Erario. Anche per Plutarco, la condanna fu quella dell'esilio a vita.

### La guerra contro Roma
Gneo Marcio scelse di recarsi in esilio nella città di Anzio, ospite di Attio Tullio, eminente personalità tra i Volsci. I due, animati da forti sentimenti di rivincita nei confronti di Roma, iniziarono a tramare affinché tra i Volsci, più volte battuti in scontri campali dall'esercito romano, si sviluppassero nuovamente motivi di risentimento contro i Romani, tali da far nascere in questi il desiderio di entrare in guerra contro il potente vicino.
(Plutarco, Vite parallele, 6: Gneo Marcio Coriolano e Alcibiade, XXVI, 1)
Alla fine i Volsci decisero per una nuova guerra contro Roma, ed affidarono a Coriolano e ad Attio Tullio il comando dell'esercito. Quindi i due comandanti si risolsero a dividersi le forze, rivolgendosi Attio ai territori dei Latini, per impedire che portassero soccorso a Roma, e Coriolano a saccheggiare la campagna romana, evitando però di attaccare le proprietà dei patrizi, così da fomentare il conflitto degli ordini tra patrizi e plebei. L'espediente ebbe successo, tanto da permettere ai due eserciti Volsci, di tornare nel proprio territorio, carichi di bottino e senza aver subito alcun attacco dai Romani.
Successivamente, mentre Attio proteggeva con il proprio esercito la città., Coriolano volse il proprio esercito contro la colonia romana di Circei che fu presa, mentre Roma non reagiva per il montare della discordia tra i due ordini
Alla fine a Roma si decise di arruolare un esercito, e si permise agli alleati Latini di prepararne uno per proprio conto, in quanto Roma non era in grado di difenderli dalle incursioni dei Volsci. Ai Volsci, che si preparavano alla guerra, si aggiunse poi la rivolta degli Equi. Coriolano, al comando del proprio esercito quindi prese Tolerium, Bola, Labicum, Corbione, Bovillae e pose l'assedio a Lavinium, senza che i Romani portassero aiuto a queste città.
Quindi Coriolano si accampò a sole cinque miglia dalle mura della città in località Cluvilie, dove fu raggiunto da un'ambasceria composta da cinque ambasciatori. Per tutti parlò Marco Minucio Augurino, senza però riuscire a far desistere Coriolano dal proprio intento; anzi i Volsci, sempre guidati dal condottiero romano, presero Longula, Satricum, Polusca, le città degli Albieti, Mugillae e vennero a patti con i Coriolani.
Leggermente diversa la versione di Tito Livio:
(Tito Livio, Ab Urbe condita libri, lib. II, par. 39)

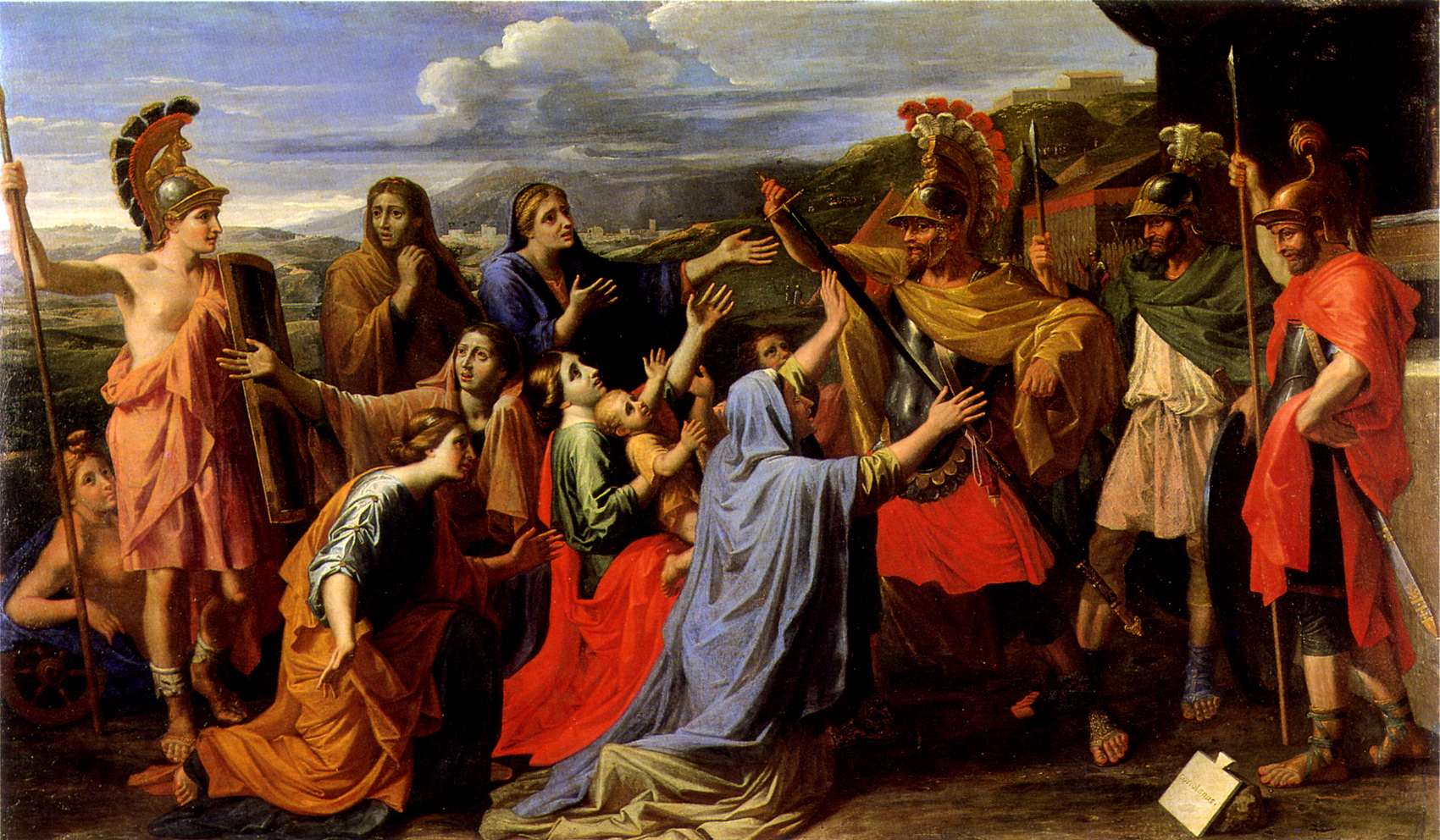
Veturia ai piedi di Coriolano di Nicolas Poussin.

Qui, alle porte dell'Urbe, al IV miglio della Via Latina, ossia al confine dell'Ager Romanus Antiquus (nei pressi dell'attuale Via del Quadraro), mentre i consoli del 488 a.C., Spurio Nauzio e Sesto Furio, organizzavano le difese della città, venne fermato dalle implorazioni della madre Veturia e della moglie Volumnia, accorsa con i due figlioletti in braccio, che lo convinsero a desistere dal proprio proposito di distruggere Roma.
(Tito Livio, Ab Urbe condita libri, lib. II, par. 40)

### Morte
Tito Livio riporta come non ci fosse concordanza sulla morte di Coriolano; secondo parte della tradizione, fu ucciso dai Volsci, che lo considerarono un traditore per aver sciolto l'esercito sotto le mura di Roma; secondo Fabio, morì di vecchiaia in esilio.
Plutarco e Dionigi di Alicarnasso raccontano come Coriolano fu ucciso da una congiura, capitanata da Attio Tullio, mentre si stava difendendo in un pubblico processo ad Anzio, dove era stato messo sotto accusa dai Volsci per essersi ritirato, senza aver combattuto, da Roma.

Poi, però, fu dimostrato che l’azione non era affatto condivisa da tutti, sicché fu seppellito con grandi onori e il sepolcro di Coriolano, ornato con armi e spoglie, fu considerato dalla popolazione il sepolcro di un eroe e di un grande generale. I Romani, invece, non gli tributarono onori quando seppero della sua morte, né tuttavia gli serbarono rancore, tant'è vero che alle donne fu consentito portare il lutto fino a un massimo di 10 mesi.
Cicerone, nel Brutus, nel paragonare Coriolano a Temistocle ne accomuna la sorte: si sarebbero entrambi tolti la vita una volta allontanati dalla patria.

## Critica storica
Secondo parte della moderna storiografia Coriolano rappresenta un personaggio leggendario, creato per giustificare le sconfitte dei Romani nelle guerre contro i Volsci nella prima epoca repubblicana, guerre che arrivarono a minacciare l'esistenza stessa di Roma. I Romani trovarono giustificazione delle loro ripetute sconfitte, nella credenza che solo un condottiero romano avrebbe potuto sconfiggere un esercito romano. La circostanza che Coriolano non appaia tra i Fasti consulares aumenta il dubbio che si sia trattato di un personaggio storico.

## Nella cultura di massa
William Shakespeare, ispirandosi a Plutarco, gli dedica l'omonima tragedia, alla cui trama semplice si oppongono psicologie particolarmente contorte per una sensibilità contemporanea. Coriolano è una sorta di supereroe ma dal carattere fragile e con comportamenti sprezzanti verso il popolo.
Bertolt Brecht ne comporrà un adattamento in tedesco, rimasto incompiuto, tra il 1951 e il 1953.
Nel 2011 esce l'adattamento cinematografico Coriolanus, diretto da Ralph Fiennes, di cui Coriolano è il protagonista.
Ispirata pure alla vicenda di Coriolano è un'ouverture di Beethoven (op. 62, in do min.) del 1807, composta per la tragedia teatrale omonima di Heinrich J. von Collin del 1804.
Nel 1931, T.S. Eliot dedicherà al personaggio una serie di poemi intitolati "Coriolano", rimasta incompiuta.
Nel 1964 esce il film Coriolano, eroe senza patria, diretto da Giorgio Ferroni, basato sulla leggenda di Coriolano.
Il romanzo del 2007 Roma, scritto da Steven Saylor, presenta Coriolano come il figlio di una patrizia e di un plebeo, la cui visione del proprio tempo è influenzata dai propri natali. Raggiunge la carica di senatore grazie ai suoi successi militari e alle sue conoscenze altolocate. Quando propone l'abolizione del tribunato della plebe, incontra l'opposizione della plebe e dei suoi magistrati. Coriolano fugge prima del processo, facendo cadere in disgrazia la sua famiglia,  per allearsi con i Volsci e combattere contro Roma. La sua campagna militare ha successo, ma l'avanzata delle truppe viene interrotta da Coriolano stesso, persusaso dalle suppliche delle matrone romane, tra cui compaiono la madre e la moglie del generale. I soldati di Coriolano allora si rivoltano contro di lui, uccidendolo.
Il saggio Le 48 leggi del potere, scritto da Robert Greene nel 1999, usa Coriolano come esempio negativo alla voce 4 dell'elenco.
Nei romanzi della saga Hunger Games, l'antagonista principale si chiama Coriolanus Snow, dal nome del leggendario condottiero.